# Suzy Kendall
Suzy Kendall, geboren Freda Harriet Harrison, (Belper, 1 januari 1937) is een Engelse actrice die vooral bekend is om haar filmrollen in de late jaren zestig en vroege jaren zeventig.

## Levensloop
Kendall, geboren in Belper, Derbyshire, studeerde op het Derby & District College of Art, waar ze schilderkunst en ontwerpen studeerde. Ze was een stoffenontwerper bij British Celanese en werd vervolgens een fotografisch model voordat ze actrice werd.

## Filmografie
- The Liquidator (1965)
- Thunderball (1965) (onvermeld)
- To Sir, with Love (1967)
- The Penthouse (1967)
- Fraülein Doktor (1969)
- The Bird with the Crystal Plumage (1970)
- Torso (1973)
- Story of a Cloistered Nun (1973)
- Spasmo (1974)

- Bibsys: 6012848
- Bibliothèque nationale de France: cb14033393q (data)
- Catàleg d'autoritats de noms i títols de Catalunya: 981058523066306706
- Gemeinsame Normdatei: 1061399494
- International Standard Name Identifier: 0000 0001 1470 9115
- Library of Congress Control Number: no92022800
- Nationale bibliotheek van Australië: 35627062
- Nationale Bibliotheek van Israël: 987007352675005171
- Système universitaire de documentation: 061496731
- Trove: 1020614
- Virtual International Authority File: 38943826
- WorldCat: E39PBJhmR4FqmXkWMdw37M3hHC